# Iosif Matula
Iosif Matula (ur. 23 sierpnia 1958 w miejscowości Tămașda w okręgu Bihor) – rumuński polityk, nauczyciel i samorządowiec, deputowany do Parlamentu Europejskiego VI i VII kadencji.

## Życiorys
W 1985 ukończył studia z zakresu chemii nieorganicznej na Uniwersytecie Babeș-Bolyai w Klużu-Napoce. Kształcił się następnie na tej uczelni w zakresie chemii i fizyki, w 2007 na Uniwersytecie Aurela Vlaicu w Aradzie uzyskał tytuł zawodowy magistra ekonomii.
Od 1985 pracował jako chemik w Oradei, następnie w latach 1991–2008 był zatrudniony jako nauczyciel w liceum akademickim w Chişineu-Criş. W 1999 wstąpił do Partii Demokratycznej, przekształconej w 2008 w Partię Demokratyczno-Liberalną. Pełnił szereg funkcji w lokalnych i okręgowych władzach tego ugrupowania.
Od 2000 zajmował stanowiska w samorządzie terytorialnym. Był wiceburmistrzem Chişineu-Criş (do 2004), następnie przez rok radnym tego miasta. W latach 2005–2008 przewodniczył radzie okręgu Arad, następnie przez rok był jej wiceprzewodniczącym. Od 2007 do 2008 stał na czele administracji regionalnej w regionie zachodnim.
W grudniu 2008 objął wakujący mandat eurodeputowanego. W wyborach w 2009 skutecznie ubiegał się o reelekcję. Został członkiem  grupy Europejskiej Partii Ludowej, a także Komisji Rozwoju Regionalnego.